# HD 84850
HD 84850，又名CP-58 1640，SAO 237321、HR 3887，是一颗恒星，视星等为6.22，位于銀經280.84，銀緯-4.12，其B1900.0坐标为赤經9h 42m 51.5s，赤緯-58° -4.12′ 1″。